# Філь Сергій Олександрович
Сергій Олександрович Філь (7 лютого 1981, місто Київ) — український діяч, виконувач обов'язків голови Луганської обласної військово-цивільної адміністрації (з 22 листопада 2018 року до 5 липня 2019 року).

## Біографія
Закінчив середню школу.
У лютому 1996 — липні 1998 року — заступник голови Всеукраїнської громадської організації Спілки Християнсько-демократичної молоді України у місті Києві.
У серпні — листопаді 1998 року — помічник-консультант народного депутата України Віталія Журавського.
У листопаді 1998 — лютому 1999 року — віце-президент адвокатського об'єднання "Адвокатська компанія «Прайм-тайм» у місті Києві.
У березні 1999 — травні 2002 року — помічник-консультант народного депутата України Віталія Журавського.
У 2002 році закінчив Інститут муніципального менеджменту та бізнесу, економіка підприємства, здобув спеціальність економіста.
У травні 2002 — червні 2003 року — секретар-референт адвоката адвокатського об'єднання «Спілка столичних адвокатів» у місті Києві.
У липні 2003 — травні 2006 року — помічник-консультант народного депутата України Кирила Поліщука.
У червні 2006 — травні 2007 року — перебування на обліку в Дніпровському районному центрі зайнятості Київського міського центру зайнятості.
У червні 2007 — листопаді 2008 року — секретар з регіонального розвитку Християнсько-демократичної партії України у місті Києві.
У листопаді 2008 — березні 2010 року — головний науковий співробітник науково-редакційного центру Державного інституту розвитку сім'ї та молоді у місті Києві.
У березні 2010 — лютому 2013 року — генеральний директор ТОВ «Петрівсько-Роменський цегельний завод» у селі Петрівка-Роменська Полтавської області.
У лютому — березні 2013 року — заступник директора по виробничим питанням ТОВ «Косметік-Сервіс» у місті Києві. У березні 2013 — липні 2014 року — приватний підприємець у місті Києві.
У 2015 році закінчив Київський національний університет імені Тараса Шевченка, правознавство, здобув спеціальність юриста.
У червні 2015 — січні 2016 року — юрисконсульт ТОВ «Спіко» у селі Мирне Бердичівського району Житомирської області.
У січні 2016 року — керуючий справами виконавчого апарату Полтавської обласної ради у місті Полтаві.
У січні 2016 — липні 2017 року — тимчасово не працював.
У липні 2017 — жовтні 2018 року — заступник голови Луганської обласної військово-цивільної адміністрації у місті Сєвєродонецьку Луганської області.
З жовтня 2018 року — 1-й заступник голови Луганської обласної військово-цивільної адміністрації у місті Сєвєродонецьку Луганської області.
З 22 листопада 2018 до 5 липня 2019 року — виконувач обов'язків голови Луганської обласної військово-цивільної адміністрації.

## Діяльність на посаді в.о. голови Луганської обласної військово-цивільної адміністрації
- 5 листопада 2018 підписав Меморандум про співпрацю з керівником представленого компанією DAI Global LLC проекту міжнародної технічної допомоги «Економічна підтримка Східної України» Майклом Піллсбері. Основне завдання проекту — допомогти підприємництву на Луганщині. Зокрема, сільгоспгосподарству, малому та середньому бізнесу у пошуку ринків збуту для збільшення об'ємів продажу, створення нових робочих місць. Одна з части проекту націлена на відновлення об'єктів, що постраждали під час бойових дій.[1]
- Реалізовує програми ініційовані Президентом України Петром Порошенком: створення перспективного плану[2] для об'єднання сіл в територіальні громади, будівництво амбулаторій[3] (на квітень 2019 8 із 11 амбулаторій на завершальній стадії).
- 4 квітня 2019 призначив голову Щастинської військово-цивільної адміністрації.[4] Ним став Дмитро Скворцов. Місто знаходиться за кілька сотень метрів від позиції бойовиків, тому потребує розвитку та встановлення повноцінного функціонування.

## Звання
У липні 1998 прийняв Присягу на держслужбу. Зараз має VI ранг державного службовця.